# T'ho voluto bene
T'ho voluto bene, noto anche come Non Dimenticar, è un brano musicale del 1951 scritto da Gino Redi e Michele Galdieri per il film del 1951 Anna di Alberto Lattuada con Silvana Mangano come protagonista, il brano fu cantato dalla cantante italiana Flo Sandon's. Quest'ultima incise il brano nel 1952, come Lato A di El Negro Zumbón anch'esso facente parte della colonna sonora del film.

## Le versioni in inglese
Nel 1955 Jerry Vale incise il brano con il testo in inglese di Shelley Dobbins con il titolo Non dimenticar (Don't Forget), nel 1958 il brano fu inciso da Nat King Cole e riscosse un buon successo di vendite. Fu poi la volta di Dean Martin nel 1962 nel suo album Dino: Italian Love Songs. Nel 1991 Natalie Cole incise una sua versione nell'album Unforgettable... with Love, costituito da cover di standards incisi da suo padre Nat King Cole.